# جاغوار (طائرة)

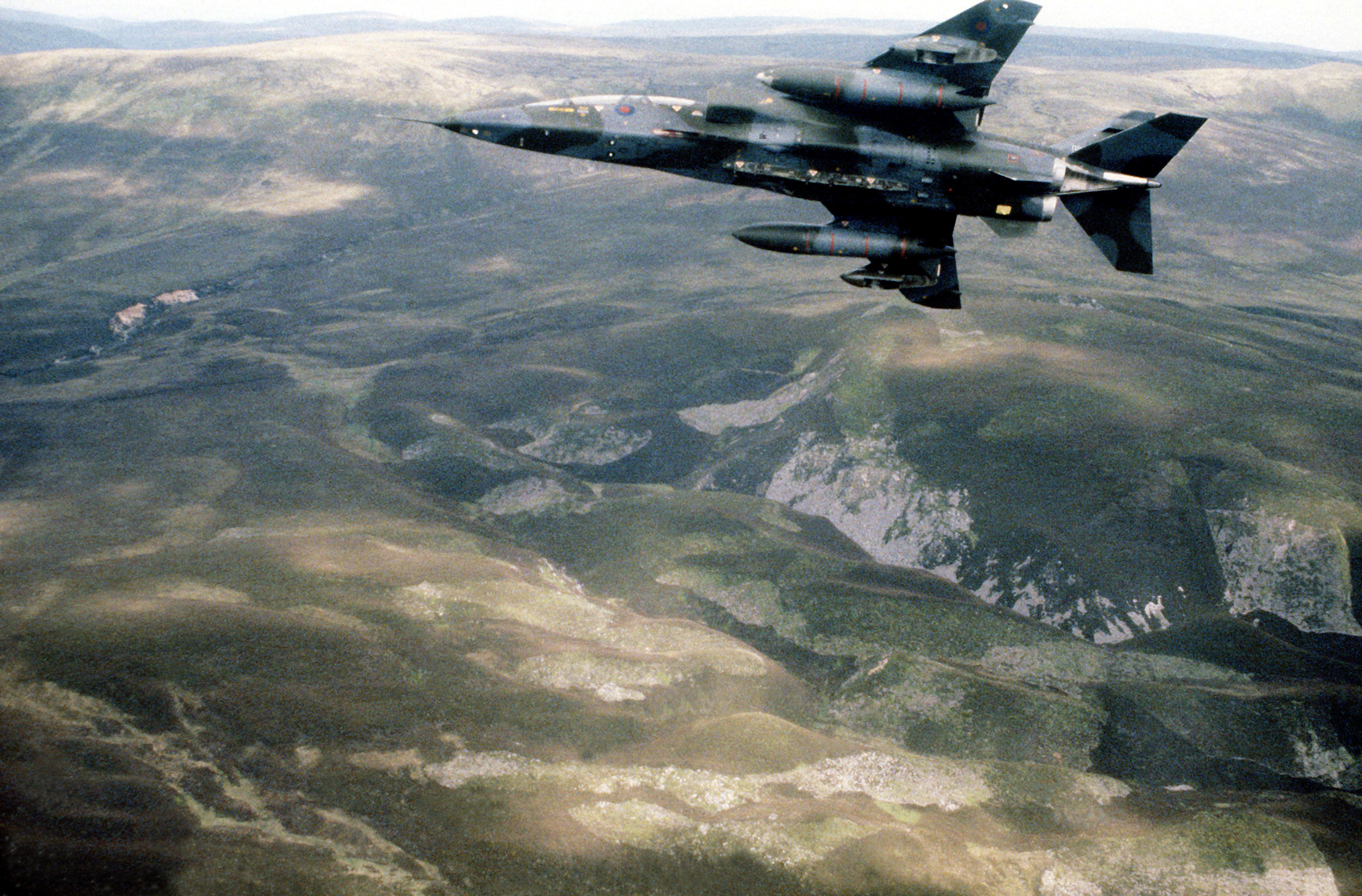
سلاح الجو الملكي البريطاني, طائرة جاغوارT2.

جاغوار (بالإنجليزية: SEPECAT Jaguar)‏، طائرة هجوم أرضي طورت في الأصل كمشروع بريطاني فرنسي مشترك لإنتاج طائرة تدريب ذات أداء عالي ولكن مواصفاتها غيرت لاحقا لتصبح طائرة قاصفة هجومية. استخدمت في الأصل من قبل القوات الجوية الملكية البريطانية في عام 1973, وسلاح الجو الفرنسي. في عام 1972 لا تزال في الخدمة في سلاح الجو الهندي, وسلاح الجو السلطاني في سلطنة عمان.
تستخدم جاغوار في المقام الأول كطائرة للهجوم الأرضي. وتبلغ سرعتها القصوى 990 ميل في الساعة، اما مداها فيزيد عن 500 ميل. وفي الإمكان تزويد طائرة جاغوار بأنواع عديدة من الأسلحة تبعا للمهمة المكلفة بها بما في ذلك القنابل العنقودية والعادية والمسيرة باشعة الليزر. كما تحمل الطائرة على متنها مدفعين من عيار 30 ملم، إضافة إلى صاروخين جو-جو من طراز سايدوايندر. إضافة لذلك فالطائرة مزودة بمعدات للدفاع الإلكتروني.
ويعتبر نظام الملاحة والهجوم المزودة به جاغوار واحدا من أهم مميزاتها. ويقوم هذا النظام بعرض كل المعلومات الضرورية على لوح زجاجي مثبت امام قائدها. وقد استخدمت طائرات جاغوار في حرب البلقان عام 1998، كما تم تطويرها بعد أن استخدمت بنجاح في حرب الخليج عام 1991. وكانت القوات الجوية البريطانية تستخدم عددا من طائرا الجاغوار في القيام بمهام دورية في منطقتي حظر الطيران في العراق.
تم تصدير الجاكوار لعدة دول مثل: إكوادور والهند وسلطنة عمان ونيجيريا., استخدمت جاكوار في العديد من الصراعات والعمليات العسكرية في موريتانيا وتشاد والعراق والبوسنة، وباكستان, وفي حرب الخليج تم الثناء على طائرة الجاغور لموثوقيتها, ونجاحها في العديد من المهمات الموكلة لها. بقيت كطائرة هجوم رئيسية حتى 1 يوليو 2005, ومع سلاح الجو الملكي لبريطاني حتى نهاية أبريل 2007.. وتم استبدالها بطائرات تورنادو، يوروفايتر تايفون. وداسو رافال.